# Migdolus brachypterus
Migdolus brachypterus é uma espécie de coleóptero da tribo Anoplodermatini (Anoplodermatinae). Com distribuição restrita ao estado do Paraná (Brasil).